# Kelly McCormick
Kelly Anne McCormick, po mężu Robertson (ur. 13 lutego 1960 w Anaheim) – amerykańska skoczkini do wody. Dwukrotna medalistka olimpijska.
Brała udział w dwóch igrzyskach olimpijskich (IO 84, IO 88), na obu zdobywała medale w skokach z trzymetrowej trampoliny. W 1984 zajęła drugie miejsce, przegrywając jedynie z Kanadyjką Sylvie Bernier, w 1988 była trzecia. W tej konkurencji zwyciężyła na igrzyskach panamerykańskich w 1983 i 1987, ma w dorobku dziewięć tytułów mistrzyni kraju (6 w trampolinie, trzy w skokach z wieży).
Jej matka Pat także była skoczkinią do wody i czterokrotną mistrzynią olimpijską. Z kolei ojciec Glenn był jej pierwszym trenerem. W 1999 została przyjęta w poczet członków International Swimming Hall of Fame.